# ジュリアン・グラック

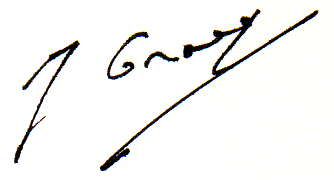

ジュリアン・グラック（Julien Gracq、本名：ルイ・ポワリエ、1910年7月27日 - 2007年12月22日）は、フランスの作家。
長く高校教師を務めつつ創作を続け、小説と批評、そしていくつかの詩を著した。アンドレ・ブルトンのシュルレアリズムとドイツ・ロマン主義のノヴァーリスやフリードリヒ・ヘルダーリンの深い影響を受け、幻想的な作風は彼が偏愛を公言したドイツのエルンスト・ユンガーに近いとも言われた。
1951年のゴンクール賞に選定されたが、受賞を拒否した。
2007年12月22日、アンジェにて97歳で死去した。

## 生涯
グラックは1910年、フランス北西部メーヌ＝ロワール県のロワール川下流の街、サン＝フローラン＝ル＝ヴィエイユで生まれた。一家は地主であり、両親は小間物商も営んでいた。10歳年上の姉がおり、姉は地方公務員として働きながら生涯独身だったグラックを支えた。
1921年、ナントの名門校リセ・クレマンソーの寄宿生となり、エドガー・アラン・ポー やスタンダールなどを耽読した。1928年にはパリの名門リセであるアンリ四世校に入学し、1930年には高等師範学校に入学した。1934年には、地歴の高等教育教授資格を取得する。
パリでの学生時代に、専攻であった地理学、『パルジファル』をはじめとするワーグナーのオペラ、アンドレ・ブルトンを中心とするシュルレアリスムの作品などに親しみ、のちの人生につながる大きな影響を受けた。
兵役ののち、1935年からナントの母校で歴史の教鞭を執る。その間、共産党にも入党している。1937年の夏、故郷で処女作『アルゴールの城にて』を執筆し、翌年末、ジョゼ・コルティから出版する。この作品を寄贈されたブルトンが絶賛したことで、ブルトンとの交流が生まれ、1939年8月にブルトンと初めてナントで面会する。この場でブルトンはグラックをシュルレアリスム運動に誘ったが、グラックは固辞した。一方、同年、独ソ不可侵条約を期に共産党を脱党する（ブルトンをはじめ多くのフランスの知識人がこれを機に共産党と距離をとった）。
第二次世界大戦に動員され、1940年に北フランスのベルギーとの国境近くでドイツ軍の捕虜になるが、翌年には結核の疑いにより捕虜収容所から解放され、帰国する。その後、カン大学で地理学助手を務め、1947年にリセ・クロード・ベルナールに職を得て、パリに定住する。そのころから、ブルトンや出版社を通じて以前から交流はあったシュルレアリスムの作家たちとの交流が深まる。
1951年に『シルトの岸辺』がゴンクール賞に選ばれたが、これを拒否して話題となる。その後、小説としては『森のバルコニー』（1958年）や『半島』（1970年）を執筆したが、次第に作家としての著作は、批評や断章形式の随筆に限られていった。
1970年にパリのリセを定年退職したのちも、パリと故郷の実家を往復しながら執筆を行っていたが、晩年になるとほとんどの時間をロワール川下流の故郷の街で姉とともに過ごすようになる。自らの著作としては1992年の『街道手帖』が最後のものとなり（2002年に対談集を出版している）、その数年後にはガリマール社からプレイヤード全集2巻組が存命中に出版された。1996年の姉の死後も実家で一人で生活を続け、2007年12月22日に老衰のため死去した。

## 日本語訳
- 『アルゴールの城にて』安藤元雄訳、岩波文庫、2014年。改訳版、元版は白水社 白水Uブックス
- 『シルトの岸辺』安藤元雄訳、ちくま文庫、2003年。岩波文庫、2014年。改訳版、初訳は1967年
- 『陰鬱な美青年』小佐井伸二訳、筑摩書房、1970年／文遊社、新版2015年
- 『半島』中島昭和・中島公子訳、白水社、1974年
- 『偏愛の文学』中島昭和訳、白水社・白水叢書、1978年
- 『森のバルコニー・狭い水路』中島昭和訳、白水社、1981年／文遊社、2023年。短編集
- 『大いなる自由』天沢退二郎訳、思潮社、新版1987年。初訳は1964年
- 『異国の女（ひと）に捧げる散文』天沢退二郎訳、思潮社、1998年。日仏対訳版
- 『アンドレ・ブルトン　作家の諸相』永井敦子訳、人文書院、1997年
- 『ひとつの町のかたち』永井敦子訳、書肆心水、2004年
- 『街道手帖』永井敦子訳・解説、シュルレアリスムの本棚：風濤社、2014年

## 作品
- 『アルゴールの城にて』 - "Au château d'Argol"（小説、1938）
- 『陰鬱な美青年』 - "Un beau ténébreux"（小説、1945）
- 『大いなる自由』 - "Liberté grande"（散文詩集、1946）
- 『アンドレ・ブルトン、作家の諸相』 - "André Breton, quelques aspects de l'écrivain"（エッセー、1948）
- 『漁夫王（フランス語版）』 - "Le Roi pêcheur"（戯曲、1948）
- 『胃袋の文学』 - "La littérature à l'estomac "（パンフレット、1950）
- 『シルトの岸辺』- "Le Rivage des Syrtes"（小説、1951）
- 『森のバルコニー』 - "Un balcon en forêt"（小説、1958）
- 『偏愛の文学』 - "Préférences"（エッセー、1961）
- 『花文字』 - "Lettrines"（批評、1967）
- 『半島』 - "La presque d'île"（小説、1970）
- 『花文字2』 - "Lettrines 2"（批評、1974）
- 『狭い水路』 - "Les Eaux étroites"（エッセー、1976）
- 『読みながら書きながら』 - "En lisant en écrivant"（エッセー、1980）
- 『ひとつの町のかたち』 - "La Forme d'une ville"（エッセー、1985）
- 『七つの丘のまわりで』 - "Autour des sept collines"（エッセー、1988）
- 『街道日誌』 - "Carnets du grand chemin"（エッセー、1992）
- 『対談集』 - "Entretiens"（インタヴュー、2002）
- 『戦争手稿』- "Manuscrits de guerre"（日記、2011［死後出版］）

## 関連資料
- 森川龍志 「ジュリアン・グラック『シルトの岸辺』の地理学」 - 『神話・象徴・文化』（吉田敦彦、オーギュスタン・ベルクほか著、篠田知和基編、楽浪書院、2005年8月。全国書誌番号:20863089、NCID BA73420849）所収